# Муниру, Салли
Салли Али Сарики Муниру (англ. Sulley Ali Sariki Muniru; род. 25 октября 1992, Аккра) — ганский футболист, полузащитник.

## Карьера

### Молодёжная карьера
Воспитанник футбольного клуба «Ашанти Аким Мисайлз». Вместе с клубом выиграл национальный чемпионат, становясь лучшим игроком турнира. Также выступал за молодёжную команду клуба «Либерти Профешионалс», где также стал одним из ключевых игроков. В 2012 году стал выступать за основную команду ганского клуба.

### ЧФР Клуж
В феврале 2013 года перешёл в румынский клуб ЧФР Клуж. Дебютировал за клуб 9 марта 2013 года против клуба «Политехника». Первым результативным действием отличился 17 мая 2022 года в матче против «Конкордии», отдав 1 результативную передачу. вскоре стал серебряным призёром Кубка Румынии, где в финале 1 июня 2013 года проиграл «Петролулу». Сам же футболист весь финал просидел на лавке запасных. Закрепился в основной команде, став бронзовым призёром румынского чемпионата.

### «Стяуа»
В июле 2015 года подписал четырёхлетний контракт с действующим чемпионом Румынии «Стяуа» за 500 тысяч евро. Дебютировал за клуб 8 июля 2015 года в матче за Суперкубок Румынии против «Тыргу-Муреш», которому проиграли со счётом 0:1. Первый матч в Лиге 1 за клуб сыграл 11 июля 2015 года против «Петролула». Дебютный гол забил 22 июля 2015 года в рамках второго квалификационного раунда Лиги Чемпионов против словацкого клуба «Тренчин». Свой дебютный гол в чемпионате забил 25 октября 2015 года в матче против «Пандурия». В июле 2016 года стал обладателем Кубка Лиги Румынии. Дважды с клубом становился серебряным призёром Лиги 1. В июле 2017 года по окончании сезона покинул клуб.
В ноябре 2017 года стал игроком португальского клуба «Тондела». В августе 2018 года перешёл в турецкий клуб «Ени Малатьяспор». В обоих закрепиться так и не смог.

### «Динамо» (Минск)
В феврале 2019 года перешёл в минское «Динамо». Дебютировал за клуб 10 марта 2019 года в рамках Кубка Беларуси в четвертьфинальном матче против «Слуцка». Первый матч в Высшей лиге сыграл 31 марта 2019 года против мозырской «Славии». Первым результативным действием за клуб отличился 12 мая 2019 года в матче против «Гомеля», отдав голевую передачу. Стал одним из ключевых игроков клуба. В июне 2019 года покинул клуб.
В августе 2019 года перешёл в российский клуб «Тамбов». Дебютный и единственный матч за клуб сыграл 25 сентября 2019 года в матче Кубка России против томской «Томи». В ноябре 2020 года перешёл в ганский клуб «Асанте Котоко».

### «Минск»
В феврале 2021 года перешёл в «Минск». Дебютировал за клуб 6 марта 2021 года в рамках Кубка Беларуси в четвертьфинальном матче против «Ислочи». Первый матч в Высшей лиге сыграл 13 марта 2021 года против солигорского «Шахтёра». Дебютный гол за клуб забил 2 июля 2021 года в матче против «Сморгони», сначала отлившись автоголом в свои ворота. Стал одним из ключевых игроков клуба. В 24 матчах во всех турнирах отличился 2 забитыми голами. По истечении контракта покинул клуб.

## Достижения
«Стяуа»
- Обладатель Кубка лиги Румынии: 2015/16